# 電永磁
電永磁是一種可由電力控制的磁鐵。它只需在充磁或退磁時需要電力，之後不需電力即可保持磁力。電永磁是由永久磁鐵和電磁鐵組合而成。